# Tomáš Vlasák
Tomáš Vlasák (* 1. února 1975, Praha) je bývalý český profesionální hokejista. Nastupoval na pozici útočníka. Od 27. listopadu 2009 je členem Klubu hokejových střelců deníku Sport. Kariéru ukončil po posledním zápase sezóny 2014/2015 ve které s týmem HC Slavia Praha sestoupil z extraligy.

## Hráčská kariéra

### Práce manažera
Po ukončení kariéry hráče pracoval od roku 2015 jako sportovní manažer pro tým HC Škoda Plzeň. Tuto činnost končí k 30. dubnu 2024. Poté se stane sportovní manažerem klubu BK Mladá Boleslav.

## Soukromý život
Je také členem týmu Real TOP Praha, v jehož dresu se zúčastňuje charitativních zápasů a akcí.

## Ocenění a úspěchy
- 1999 SM-l - All-Star Tým
- 1999 SM-l - Nejlepší nahrávač v playoff
- 2000 SM-l - Hráč měsíce ledna 2000
- 2000 MS - All-Star Tým
- 2003 RSL - Nejproduktivnější hráč
- 2005 ČHL - Nejvíce vstřelených vítězných branek
- 2009 ČHL - Nejlepší nahrávač v playoff
- 2010 ČHL - Nejvíce vstřelených branek v přesilových hrách
- 2011 ČHL - Nejlepší střelec
- 2011 ČHL - Nejproduktivnější hráč
- 2011 ČHL - Nejvíce vstřelených branek v přesilových hrách

## Prvenství
- Debut v NHL - 17. října 2000 (Nashville Predators proti Los Angeles Kings)
- První asistence v NHL - 21. října 2000 (Dallas Stars proti Los Angeles Kings)
- První gól v NHL - 23. října 2000 (Mighty Ducks of Anaheim proti Los Angeles Kings, americkému brankáři Guy Hebert)

## Klubová statistika
| Sezóna       | Klub                    | Soutěž       |     | Základní část | Základní část | Základní část | Základní část | Základní část |    | Play off | Play off | Play off | Play off | Play off |
| Sezóna       | Klub                    | Soutěž       | Z   | G             | A             | B             | TM            | Z             | G  | A        | B        | TM       |          |          |
| 1991–92      | TJ Slavia IPS Praha     | 1.ČSHL       | —   | —             | —             | —             | —             | —             | —  | —        | —        | —        |          |          |
| 1992–93      | TJ Slavia IPS Praha     | 1.ČSHL       | 31  | 17            | 7             | 24            | —             | —             | —  | —        | —        | —        |          |          |
| 1993–94      | HC Chemopetrol Litvínov | ČHL          | 42  | 16            | 13            | 29            | 9             | 4             | 0  | 0        | 0        | 0        |          |          |
| 1994–95      | HC Litvínov             | ČHL          | 35  | 6             | 14            | 20            | 6             | 4             | 0  | 0        | 0        | 4        |          |          |
| 1995–96      | HC Litvínov             | ČHL          | 35  | 11            | 22            | 33            | 24            | 15            | 4  | 5        | 9        | 4        |          |          |
| 1996–97      | HC Chemopetrol          | ČHL          | 51  | 25            | 33            | 58            | 16            | —             | —  | —        | —        | —        |          |          |
| 1997–98      | HC Chemopetrol          | ČHL          | 51  | 23            | 22            | 45            | 36            | 4             | 1  | 2        | 3        | 0        |          |          |
| 1998–99      | HPK                     | SM-l         | 54  | 28            | 29            | 57            | 36            | 8             | 2  | 9        | 11       | 0        |          |          |
| 1999–00      | HPK                     | SM-l         | 48  | 24            | 39            | 63            | 63            | 8             | 3  | 4        | 7        | 6        |          |          |
| 2000–01      | HPK                     | SM-l         | 27  | 6             | 12            | 18            | 10            | —             | —  | —        | —        | —        |          |          |
| 2000–01      | Los Angeles Kings       | NHL          | 10  | 1             | 3             | 4             | 2             | —             | —  | —        | —        | —        |          |          |
| 2000–01      | Lowell Lock Monsters    | AHL          | 5   | 0             | 1             | 1             | 5             | —             | —  | —        | —        | —        |          |          |
| 2001–02      | HC Ambrì-Piotta         | NLA          | 42  | 21            | 22            | 43            | 19            | 4             | 1  | 2        | 3        | 2        |          |          |
| 2002–03      | Avangard Omsk           | RSL          | 48  | 19            | 27            | 46            | 42            | 12            | 1  | 6        | 7        | 6        |          |          |
| 2003–04      | Avangard Omsk           | RSL          | 60  | 13            | 31            | 44            | 47            | 10            | 0  | 1        | 1        | 10       |          |          |
| 2004–05      | Ak Bars Kazaň           | RSL          | 3   | 0             | 0             | 0             | 0             | —             | —  | —        | —        | —        |          |          |
| 2004–05      | HC Slavia Praha         | ČHL          | 44  | 15            | 17            | 32            | 6             | 7             | 4  | 4        | 8        | 2        |          |          |
| 2005–06      | HC Slavia Praha         | ČHL          | 46  | 15            | 24            | 39            | 36            | 15            | 7  | 8        | 15       | 4        |          |          |
| 2006–07      | HC Slavia Praha         | ČHL          | 32  | 14            | 10            | 24            | 28            | —             | —  | —        | —        | —        |          |          |
| 2006–07      | Linköping HC            | SEL          | 22  | 7             | 8             | 15            | 4             | 15            | 5  | 4        | 9        | 4        |          |          |
| 2007–08      | HC Lasselsberger Plzeň  | ČHL          | 52  | 16            | 14            | 30            | 30            | 4             | 2  | 4        | 6        | 4        |          |          |
| 2008–09      | HC Lasselsberger Plzeň  | ČHL          | 52  | 27            | 31            | 58            | 62            | 17            | 7  | 13       | 20       | 2        |          |          |
| 2009–10      | HC Plzeň 1929           | ČHL          | 51  | 19            | 33            | 52            | 49            | 6             | 6  | 3        | 9        | 2        |          |          |
| 2010–11      | HC Plzeň 1929           | ČHL          | 52  | 30            | 38            | 68            | 26            | 4             | 2  | 5        | 7        | 8        |          |          |
| 2011–12      | HC Plzeň 1929           | ČHL          | 18  | 7             | 8             | 15            | 4             | 10            | 1  | 4        | 5        | 18       |          |          |
| 2012–13      | HC Škoda Plzeň          | ČHL          | 45  | 17            | 35            | 52            | 12            | 20            | 3  | 6        | 9        | 8        |          |          |
| 2013–14      | HC Škoda Plzeň          | ČHL          | 47  | 10            | 18            | 28            | 30            | 6             | 1  | 0        | 1        | 4        |          |          |
| 2014–15      | HC Slavia Praha         | ČHL          | 40  | 10            | 13            | 23            | 28            | —             | —  | —        | —        | —        |          |          |
| Celkem v ČHL | Celkem v ČHL            | Celkem v ČHL | 693 | 261           | 345           | 606           | 402           | 116           | 38 | 54       | 92       | 60       |          |          |
| Celkem v NHL | Celkem v NHL            | Celkem v NHL | 10  | 1             | 3             | 4             | 2             | —             | —  | —        | —        | —        |          |          |

## Reprezentace
| Rok                       | Tým                       | Soutěž                    | Z  | G  | A  | B  | TM |
| ------------------------- | ------------------------- | ------------------------- | -- | -- | -- | -- | -- |
| 1992                      | Československo 18         | MEJ                       | 5  | 2  | 3  | 5  | 2  |
| 1993                      | Československo 18         | MEJ                       | 6  | 5  | 7  | 12 | 8  |
| 1994                      | Česko 20                  | MSJ                       | 7  | 3  | 1  | 4  | 2  |
| 1999                      | Česko                     | MS                        | 10 | 3  | 2  | 5  | 16 |
| 2000                      | Česko                     | MS                        | 9  | 4  | 5  | 9  | 0  |
| 2001                      | Česko                     | MS                        | 9  | 2  | 4  | 6  | 4  |
| 2002                      | Česko                     | MS                        | 7  | 3  | 3  | 6  | 0  |
| 2004                      | Česko                     | SP                        | 2  | 0  | 1  | 1  | 0  |
| Juniorská kariéra celkově | Juniorská kariéra celkově | Juniorská kariéra celkově | 18 | 10 | 11 | 21 | 12 |
| Seniorská kariéra celkově | Seniorská kariéra celkově | Seniorská kariéra celkově | 37 | 12 | 15 | 27 | 20 |